# João José Coutinho
João José Coutinho (Rio de Janeiro, 9 de dezembro de 1809 — Rio de Janeiro, 16 de abril de 1870) foi um político brasileiro.
Estudou na Faculdade de Direito de São Paulo, de 1828 a 1832.
Foi presidente da província de Santa Catarina, nomeado por carta imperial de 19 de novembro de 1849. Foi empossado em 24 de janeiro de 1850, passando o cargo em 23 de setembro de 1859 ao segundo vice-presidente, Esperidião Elói de Barros Pimentel, que governou interinamente até 21 de outubro de 1859.
Construiu o primeiro mercado público, num ponto que corresponde ao local da atual estátua de Fernando Machado de Sousa.
Iniciou a construção do Teatro Santa Isabel, em 1894.
Durante sua administração estimulou a instalação das colônias de Blumenau (1850) e Joinville (1851).